# Halde Ewald Fortsetzung

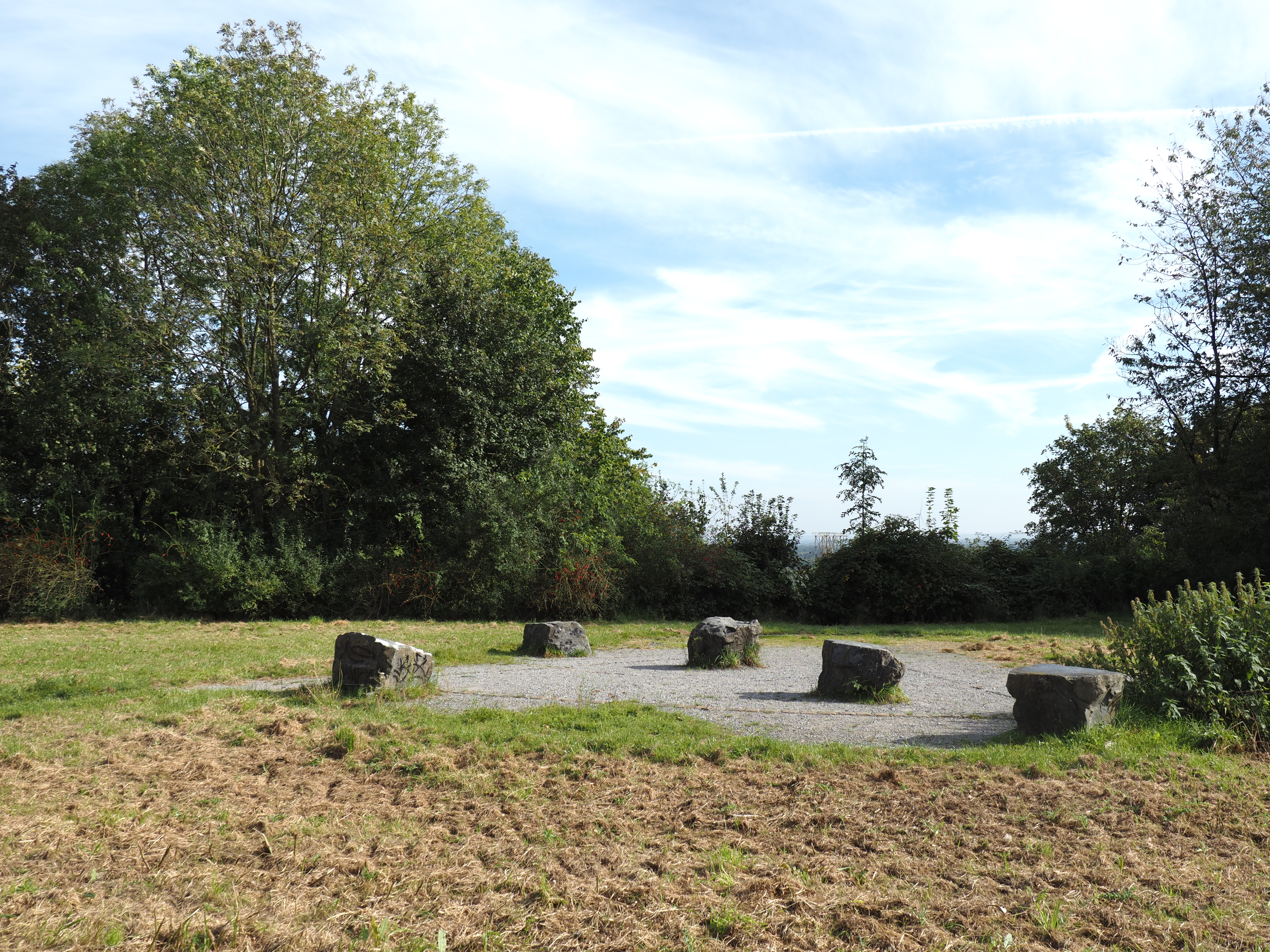
Das grüne Klassenzimmer auf der Halde

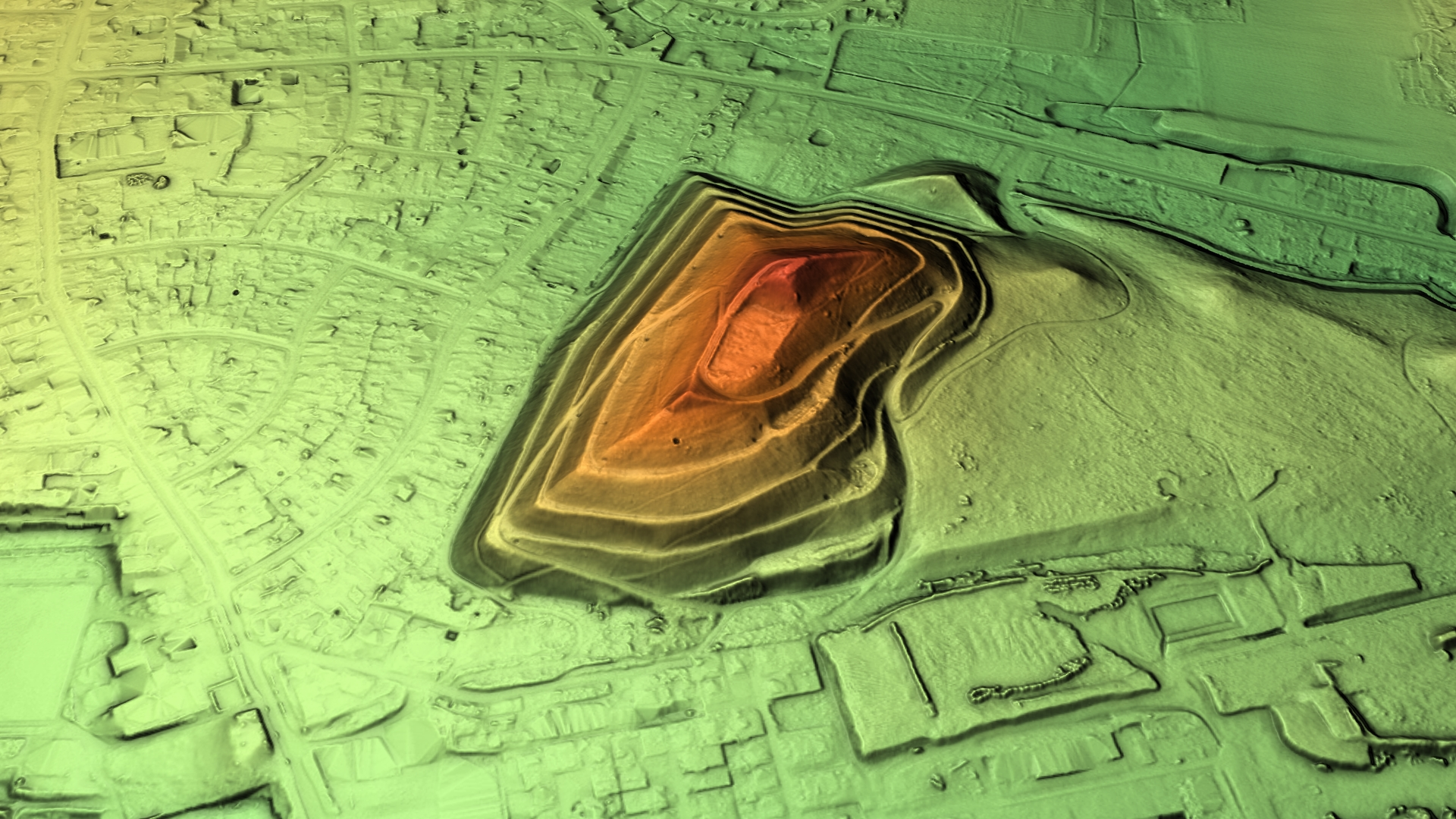
3D-Ansicht des digitalen Geländemodells

Die Halde Ewald-Fortsetzung ist eine Bergehalde des Bergbaus in fußläufiger Nähe zum innerstädtischen Bereich von Oer-Erkenschwick. 
Die 44,5 Hektar große und maximal 129 Meter hohe Halde wurde 2007 vom Regionalverband Ruhr (RVR) übernommen und zu einem 47 Hektar großen Naherholungsgebiet ausgebaut. Am 22. August 2009 wurde sie aus Anlass des 110-jährigen Jubiläumsfestes der Zeche Ewald Fortsetzung der Öffentlichkeit zugänglich gemacht. 
Der erste Abschnitt auf der bewaldeten Westseite wurde als Qualifizierungsmaßnahme in Zusammenarbeit mit der Vestischen Arbeit, einer ARGE im Kreis Recklinghausen, umgesetzt. Insgesamt zweieinhalb Kilometer Wanderwege mit einer wassergebundenen Decke wurden angelegt und mit Sitzbänken versehen. Sichtschneisen auf der Halde sorgen für Ausblicke. Ein Plateau ist mit Sitzquadern aus Natursteinen bestückt und kann als grünes Klassenzimmer oder für Feierlichkeiten genutzt werden. Das zweite Plateau auf dem Haldenkopf soll noch mit einer Installation versehen werden, die Auswahl steht noch nicht fest. Zugänge zur Halde gibt es vom Ziegeleitor aus und von anderen innerstädtischen Straßen.  
Die natürliche Begrünung wurde mit circa 1.600 Gehölzen, unter anderem Feldahorn und Zierjohannisbeere und verschiedene Rosenarten ergänzt. 
Die komplett aus Eigenmitteln des RVR getragenen Investitionskosten betrugen bis zur Eröffnung 150.000 Euro. 
Der weitere Ausbau wird durch eine Kooperationsvereinbarung zwischen dem RVR, der Stadt Oer-Erkenschwick und den örtlichen Kirchengemeinden geregelt. Der Anschluss an das Radwegnetz durch die im Bau befindliche König-Ludwig-Trasse ist geplant.